# General Dynamics F-111

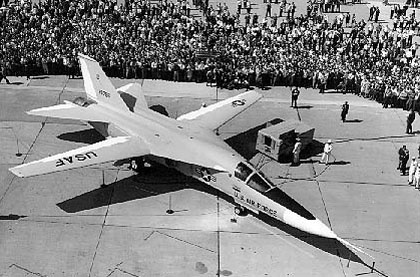
Презентация первого самолёта F-111 15 октября 1964 г.

F-111 Aardvark — американский двухместный тактический бомбардировщик дальнего радиуса действия (в модификации FB-111 — стратегический бомбардировщик), самолёт тактической поддержки, первый серийный самолёт, на котором были внедрены крыло изменяемой стреловидности, турбореактивные двухконтурные двигатели с форсажными камерами, РЛС следования рельефу местности.
27 июля 1996 года на церемонии, посвящённой выводу F-111 из боевого состава ВВС США, было узаконено неофициальное наименование F-111 — Aardvark (Трубкозуб). Самолёты, состоявшие на вооружении Королевских ВВС Австралии, имели неофициальное прозвище Pig (Свинья).

## Разработка
Работы по разработке F-111 начались в 1962 году, когда корпорация General Dynamics в содружестве с ещё одной авиационной компанией Grumman Aircraft были выбраны в качестве разработчиков тактического истребителя с изменяемой стреловидностью крыла. Первоначальный контракт предусматривал производство 23 самолётов, включая 18 F-111A, предназначенных для ВВС США, и пяти F-111B для ВМС США (в процессе работы над проектом ВМС отменили свой заказ). Первый прототип был снабжён двумя двигателями Pratt & Whitney TF30-P-1 и совершил свой первый полёт 21 декабря 1964 года, а уже во время второго полёта 6 января 1965 года крыло было убрано и выпущено на полном диапазоне углов от 16 до 72,5 градуса.

### Задействованные структуры
В разработке и производстве F-111 были задействованы следующие структуры:
Генеральный подрядчик работ
- Самолёт в целом — General Dynamics Corp., Fort Worth Division, Форт-Уэрт, Техас.

Ассоциированный подрядчик
- Лётные испытания и доводка, фюзеляж шасси и тормозная система, горизонтальный стабилизатор, авиагоризонт/плановый навигационный прибор/индикатор пространственного положения, низковысотный радиовысотомер, индикатор дискретных сигналов — Grumman Aircraft Engineering Corp., Бетпейдж, Лонг-Айленд, Нью-Йорк.

Субподрядчики
- Руль направления, управляемый стабилизатор — General Dynamics—Canadair Ltd., Монреаль, Квебек;
- Кабина экипажа — McDonnell Aircraft Corp., Сент-Луис, Миссури.

Поставщики бортового оборудования по заказу генподрядчика (CFE)
- Авиадвигатель TF-30 — United Aircraft Corp., Pratt & Whitney Division, Ист-Харфорд, Коннектикут;
- Ультравысокочастотная радиостанция AN/ARC-51, линия передачи данных AN/ARC-88 — Collins Radio Co., Сидар-Рапидс, Айова;
- Азимутально-дальномерная радиосистема ближней навигации AN/ARN-52 — Stewart Warner Corp., Чикаго, Иллинойс;
- Линия передачи данных AN/ASW-21, радиоприёмное устройство AN/ARR-69, высокочастотный однополосный передатчик команд управления ракетным вооружением AN/ARC-104 — Radio Corporation of America, Камден, Нью-Джерси;
- Ракетное вооружение AIM-54, Бортовая система управления ракетным вооружением AN/AWG-9 Hughes Aircraft Corp., Калвер-Сити, Калифорния.

Поставщики бортового оборудования по госзаказам (GFE)
- Система отбора воздуха — United Aircraft Corp., Hamilton Standard Division, Виндзор-Локс[англ.], Коннектикут;
- Бортовая электросистема — Westinghouse Electric Corp., Aerospace Electrical Division, Лайма, Огайо;
- Система управления полётом самолёта — General Electric Co., Джонсон-Сити, Нью-Йорк;
- Система воздушных сигналов — Bendix Corp., Eclipse-Pioneer Division, Тетерборо, Нью-Джерси;
- Система прицельного бомбометания/датчик целей — Litton Systems, Inc., Вудленд-Хиллз, Лос-Анджелес, Калифорния;
- Средства инфракрасного противодействия — AVCO Corp., AVCO Electronics Division, Цинциннати, Огайо;
- Постановщик радиоэлектронных помех — Webcor, Чикаго, Иллинойс;
- Приборная доска, система охлаждения — Garrett Corp., AiResearch Manufacturing Co., Лос-Анджелес, Калифорния;
- Электромеханические приводы приборного оборудования — Bendix Corp., Bendix-Pacific Division, Бербанк, Калифорния;
- Механизм изменения стреловидности крыла — Jarry Hydraulics Ltd., Монреаль, Квебек.

## Производство
Всего было построено 160 машин модификации F-111A (стратегический бомбардировщик). Ранние выпуски этой модификации оснащались двигателями TF30-P-1, хотя большая часть — уже двигателями TF30-P-3 с тягой 53 кН (82 кН на форсаже) с регулируемыми воздухозаборниками системы «Triple Plow I», которые обеспечивали максимальную скорость до 2,3 М (2300 км/ч) на высоте. Максимальная взлётная масса 42 000 кг при весе пустого 20 500 кг.
Модификация F-111B создавалась в ответ на требования флота для защиты АУГ от советских авиационных ПКР (fleet air defense-FAD), что предполагало оснащение тяжёлыми ракетами. К разработке привлекалась фирма Grumman, имеющая «специализацию» в области палубных самолётов. Однако разработка затянулась (в том числе в силу вновь возникших у заказчика требований по обеспечению возможностей ближнего боя, так называемой «собачьей свалки» — dogfighting), и в итоге наработки по крылу изменяемой стреловидности, размещению ракет AIM-54 Phoenix и предназначенного для них радара AWG-9 были использованы на Grumman F-14 Tomcat, который превосходил F-111 по манёвренности. Всего построено 7 машин.
F-111C создана в 1973 для австралийских ВВС с применением наработок по F-111B (в частности, более длинных крыльев). Произведено 24 машины, ещё 4 самолёта F-111A, послуживших в ВВС США, были приобретены позднее и конвертированы в F-111C. В 1979—1980 годах четыре самолёта были конвертированы в разведывательный вариант RF-111C. Последние самолёты были выведены из состава ВВС Австралии в 2010 году, непрерывно модернизируясь на протяжении всего срока службы.
F-111D — модернизация F-111A авионикой Mark II (ранний вариант «стеклянной кабины»), более мощными двигателями TF30-P-3 с тягой 53 кН (82 кН на форсаже) с улучшенной геометрией воздухозаборников («Triple Plow II» — предотвращали помпаж из-за попадания пограничного слоя). В 1970—1973 годах поставлено 96 F-111D. Авионика Rockwell Autonetics включала микропроцессоры обработки данных цифровой ИНС, импульсной РЛС AN/APQ-130 с функциями доплеровского обострения луча и селекции движущихся целей, радара системы следования рельефу Sperry AN/APQ-128, и включала радар непрерывного излучения для подсветки целей ракетам с ПАРГСН, а также многофункциональные дисплеи. Выведены на базы хранения в 1991—1992 годах.
FB-111 — стратегический всепогодный бомбардировщик, созданный на базе истребителя-бомбардировщика F-111 для Стратегического Авиационного командования (Strategic Air Command) США. Имел более длинный фюзеляж, чем у F-111 (для увеличения запаса топлива), бо́льшую боевую нагрузку (для чего применены удлинённые крылья от версии F-111B). FB-111 оборудован двигателем Pratt & Whitney TF30-P-7 с тягой 56/90 кН, цифровой прицельно-навигационной системой Mark IIB (плюс РЛС управлением вооружения AN/APQ-144) и регулируемыми воздухозаборниками Triple Plow II. Основное вооружение: ракета AGM-69A с ядерной боеголовкой W6 мощностью 300 кТ (две ракеты в бомбоотсеке и по две под каждым крылом), либо свободнопадающие бомбы — до 11226 кг конвенциональных или 6 ядерных B43, или одна B-77. В течение 1969—1971 годов поставлено 77 самолётов. После принятия на вооружение Rockwell B-1B в 1989—1990 годах самолёты FB-111 стали выводиться из состава SAC и переоборудоваться в тактические ударные самолёты под обозначением F-111G (снимали AGM-69A, устанавливали новые радиопередатчики Have Quick и модернизированные комплексы РЭБ). В 1993 году Австралия объявила о закупке 15 штук F-111G. После завершения поставки самолёты были доведены до уровня F-111C. На австралийских самолётах установлены двигатели TF30-P-107, контейнеры с лазерным дальномером системы Pave Tack и бортовой компьютер AYK-18.
F-111E, упрощённый вариант F-111D: с новыми воздухозаборниками, но старыми двигателями и авионикой. Эти самолёты были заказаны в связи с задержкой в разработке F-111D и поступили на вооружение 20-го тактического истребительного авиакрыла, расквартированного в Аппер-Хейфорд, Великобритания. Переоснащение ими этой части завершилось летом 1971 года, и ей ставилась задача в случае боевых действий в Европе перехватывать воздушные цели в глубине территории противника. Вторым подразделением, на вооружение которого поступили новые машины, стало 48-е тактическое истребительное авиакрыло, в боевую задачу которого входил перехват целей над Адриатикой. Самолёты, стоявшие на вооружении 48-го ТИК, были способны нести ядерное оружие на внутренних пилонах подвески, наряду с широким набором обычного вооружения, располагавшегося на внешних подвесках. Эти самолёты составляли основу тактических ядерных ударных сил НАТО на Европейском ТВД. Часть прошла модернизацию авионики по программе Avionics Modernization Program. В 1990-91 годах применялись во время войны в Заливе. Часть F-111E в начале 1990-х годов получила двигатели TF30-P-109. Построено 94 машины.
F-111F — последний вариант для Tactical Air Command (TAC) с новой, менее дорогой авионикой Mark IIB (установлен AN/APQ-144 — упрощённая версия радара AN/APQ-130, — без функций, необходимых стратегическому самолёту), более мощными двигателями TF30-P-100 (112 кН тяги на форсаже) и усиленным шасси. Применены воздухозаборники «Triple Plow II». В начале 1980-х годов F-111F стали оснащаться станцией целеуказания AVQ-26 Pave Tack. В 1970—1976 годах произведено 106 единиц. Последние самолёты серии списаны в 1996 году, будучи заменены на McDonnell Douglas F-15E Strike Eagle.
F-111K — вариант, разрабатывавшийся в 1965—1968 годах для КВВС Великобритании (предварительный заказ на 50 машин), однако отменённый к производству из-за девальвации фунта стерлингов. Позднее 2 образца были завершены и использовались ВВС США, как летающие лаборатории под обозначением YF-111A.
F-111A/G. Из-за задержки с разработкой нового стратегического самолёта по программе Advanced Manned Strategic Aircraft и опасений устаревания B-52 в 1966 году на замену Convair B-58 Hustler был подписан контракт на 263 FB-111A (однако ограничились серией из 76 самолётов в 1969 году, поставка завершена на июне 1971 года. При отказе Великобритании от F-111K в 1968 году остались невостребованными компоненты для 48 F-111K, применённые в производстве FB-111A (удлинённые крылья и на 63 см носовой обтекатель, увеличенный на 2214 л объём топливных баков, двигатель TF30-P-7 и усиленное шасси, — под максимальный взлётный вес в 54 105 кг) — они и получили обозначение F-111G. Авионика «Mark IIB» (как на F-111D — включая ИНС, цифровую электронику, МФД и РЛС. Вооружение теперь включало ракеты AGM-69 SRAM (2 на внутренних и 4 на внешних пилонах) и его общая масса теперь достигала 16 100 кг.
Также 42 F-111A были конвертированы в 1972—1985 годах в самолёт радиоэлектронной борьбы EF-111A.
Всего за время производства выпущено 563 самолёта.

## Боевое применение

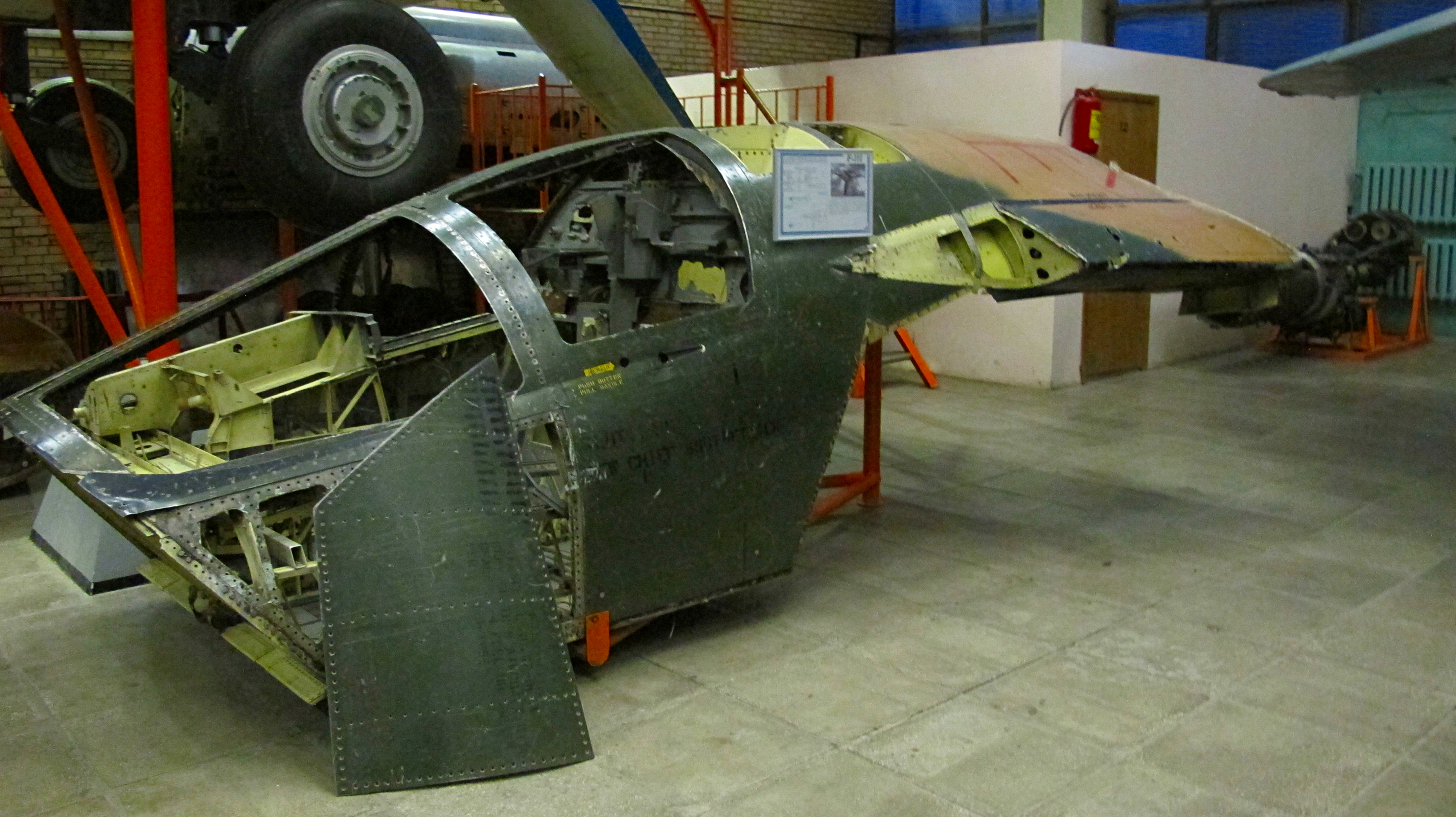
Спасательная капсула F-111, сбитого над ДРВ, в музее МАИ

### Война во Вьетнаме
Первые экземпляры поступили на вооружение 4480-й тактической истребительной эскадрильи, расквартированной на авиабазе Неллис в штате Невада в октябре 1967 года. Уже 17 марта следующего года 6 самолётов из этого подразделения были переведены на авиабазу Тахли в Таиланде для проведения испытаний в боевых условиях во Вьетнаме.
Впервые они приняли участие в боевой операции 25 марта. Боевой дебют оказался неудачным. За месяц участия в боевых действиях, совершив всего 55 боевых вылетов, была сбита половина F-111 (три из шести), после чего испытания были прекращены. В дальнейшем эти самолёты принимали широкое участие в боевых действиях во Вьетнаме. За 1968—1973 гг. они совершили до 3 тысяч самолёто-вылетов. В сентябре 1972 года F-111A из состава 429-й и 430-й тактических истребительных эскадрилий, базировавшихся в Тахли, были использованы для атак целей в районе Ханоя. Потери были ощутимыми, только в декабре 1972 года за 12 дней было сбито 11 F-111.

### Операция в Ливии
В апреле 1986 года в налёте на резиденцию Каддафи в Триполи принимали участие 15 F-111F и 3 самолёта РЭБ EF-111A, базировавшихся в Англии. Маршрут протяжённостью около 5200 км проходил западнее Испании и Португалии и над Гибралтарским проливом. Самолёты преодолели его за 6,5 ч, два раза заправляясь над Атлантическим океаном и один — перед переходом на малую высоту полёта для преодоления системы ПВО Ливии. После нанесения ударов самолёты возвратились в Англию, следуя прежним маршрутом. Огнём ливийских ЗСУ-23-4 «Шилка» один F-111F был сбит (по другим данным, точная причина потери неизвестна) и один F-111F подбит, который произвёл вынужденную посадку на американской военно-морской базе Рота (Испания).

### Война в Персидском заливе
F-111 широко применялся в январе-феврале 1991 года во время операции «Буря в пустыне» для нанесения ударов по иракским стратегическим и тактическим целям. За время проведения операции F-111F сбросили 5500 бомб (при этом доля управляемых бомб, включая GBU-15 и GBU-28, составила более 85 процентов). Ими было уничтожено более 1500 единиц иракской бронетехники.
Потери в ходе подготовки и в ходе операции:
11 октября 1990 года возле Таифа во время учебного бомбометания разбился F-111F (с/н 74-0183/LN). Оба пилота погибли.
17 января 1991 года F-111F (с/н 70-2384/LN) врезался в самолёт-заправщик, был отремонтирован.
17 января 1991 года F-111F повреждён вражеским огнём над иракским аэродромом.
17 января 1991 года F-111F повреждён вражеским огнём над иракским аэродромом.
14 февраля 1991 года F-111F (с/н 66-0023/UH) был, по некоторым версиям, перехвачен иракским истребителем на саудовской границе. При неясных обстоятельствах американский самолёт разбился. Оба пилота погибли.
Известен случай уничтожения бомбардировщиками F-111 двух иракских перехватчиков МиГ-25 на аэродроме.

## Аварии и катастрофы

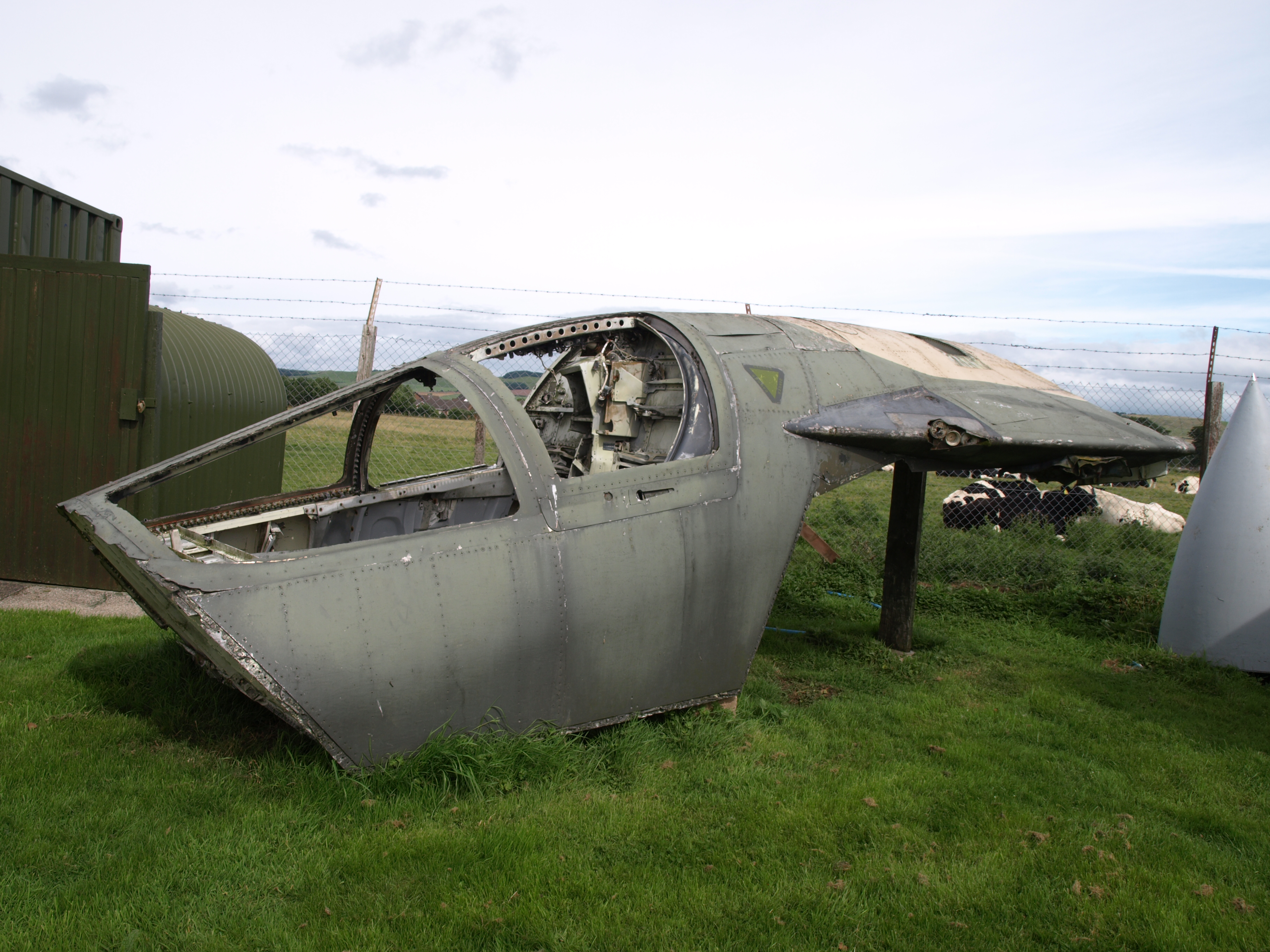
Спасательная капсула разбившегося F-111

- 13 марта 1984 года на авиабазе Маунтин-Хоум разбился F-111A.[14]

## Тактико-технические характеристики

General Dynamics F-111

Приведённые ниже характеристики соответствуют модификации F-111E:

### Технические характеристики
- Экипаж: 2 человека
- Длина: 22,40 м
- Размах крыла:
  - в сложенном положении: 9,47 м
  - в развёрнутом положении: 19,20 м
- Высота: 5,22 м
- Площадь крыла:
  - в сложенном положении: 48,77 м²
  - в развёрнутом положении: 61,07 м²
- Профиль крыла: NACA 64-210.68 корень крыла, NACA 64-209.80 законцовка крыла
- Масса пустого: 21 394 кг
- Масса снаряжённого: 37 577 кг
- Максимальная взлётная масса: 45 359 кг
- Масса топлива: 14 700 кг (во внутренних баках)
- Двигатель: 2 двухконтурных турбореактивных Pratt & Whitney TF-30-P-100
  - максимальная тяга: 2 × 79,6 кН
  - тяга на форсаже: 2 × 112 кН
- Коэффициент лобового сопротивления при нулевой подъёмной силе: 0,0186
- Эквивалентная площадь сопротивления: 0,87 м²
- Коэффициент удлинения крыла:
  - в сложенном положении: 1,95
  - в развёрнутом положении: 7,56

### Лётные характеристики
- Максимальная скорость:
  - у земли: 1475 км/ч
  - на высоте: 2655 км/ч (M=2,5)
- Посадочная скорость: 200 км/ч
- Разбег: 900—910 м
- Пробег: 730—915 м
- Боевой радиус: 2140 км
- Перегоночная дальность: 5190 км
- Практический потолок: 17 985 м
- Скороподъёмность: 131,5 м/с
- Нагрузка на крыло:
  - в сложенном положении: 771 кг/м²

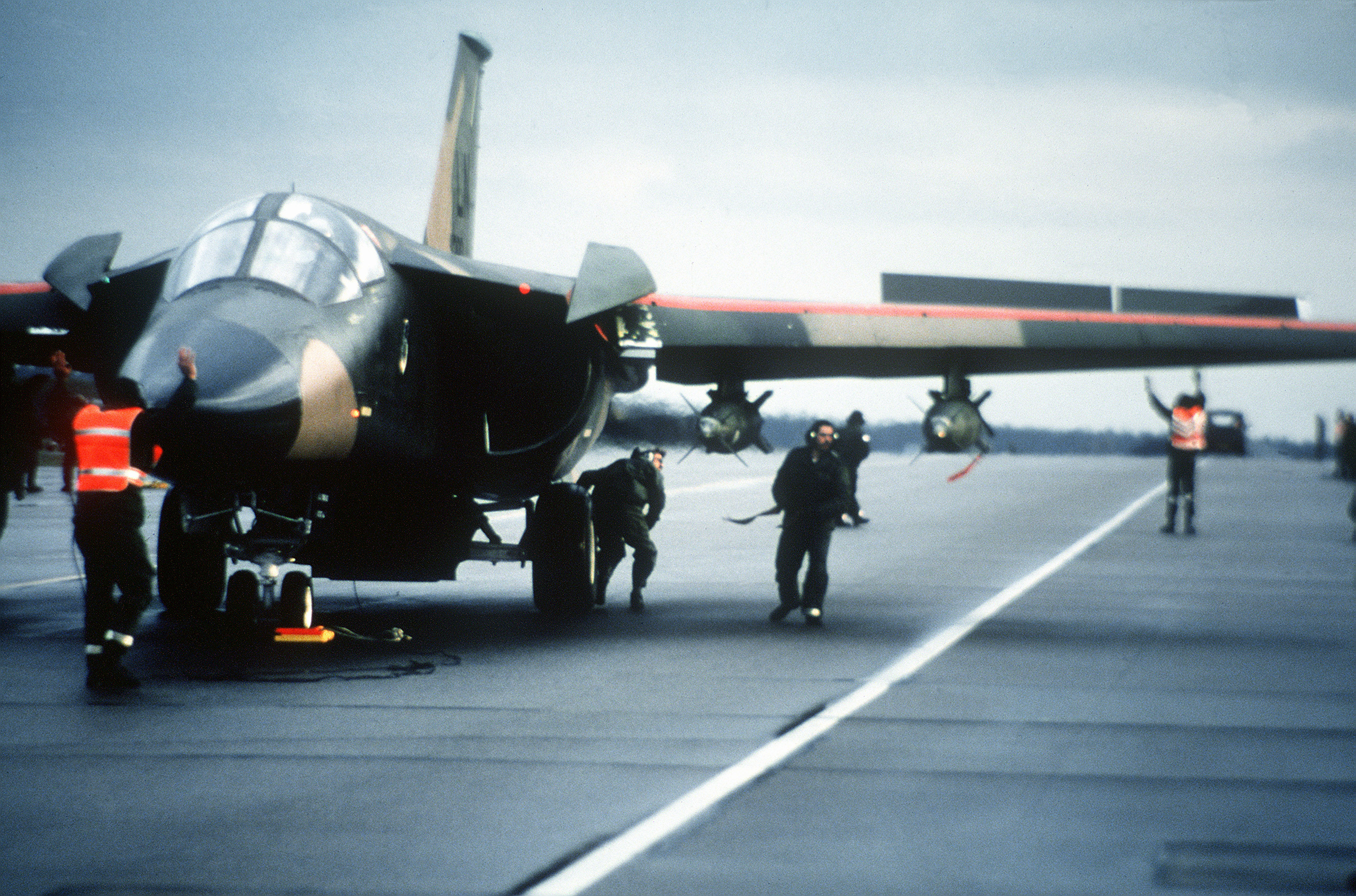
F-111F перед налётом на Ливию, Великобритания, 14 апреля 1986

  - в развёрнутом положении: 615,2 кг/м²
- Тяговооружённость: 0,36
- Аэродинамическое качество самолёта: 15,8
- Максимальная эксплуатационная перегрузка: +6

### Вооружение
Боевая нагрузка: до 14 290 кг различного вооружения на 2 (3) внутренних и 8 наружных узлах подвески вооружения (по 2 на каждой НЧК и 2 вращающихся в параллель с фюзеляжем на ПЧК)
Внутренний отсек:
- съёмная шестиствольная пушка M61A1 (20 мм) с боезапасом 2084 снарядов или
- дополнительные баки или
- 2х750-фунтовые (340 кг) авиабомбы M117 или
- атомная бомба или
- вариант для флота и КМП: до 2 УР AIM-54 Phoenix
  - F-111C/-F оснащались поворотным креплением для AN/AVQ-26 Pave Tack — блока целеуказания, оснащённого ИК- и электронно-оптической системами и лазером подсвета целей. В нерабочем положении блок убирался внутрь отсека.

На узлах подвески размещались управляемые и неуправляемые бомбы (в том числе ядерные) — до 2300 кг на каждом, — подвесные топливные баки и до 4 ракет AGM-69 SRAM на внутренних узлах. Также на наружные узлы подвешивалось до 4 УР AIM-9P3.
Австралийские F-111C оснащались узлами для подвески ПКР Harpoon и AGM-142.